# Vladímir Miliutin
Vladímir Pávlovich Miliutin (24 de octubre de 1884-30 de octubre de 1937) fue un político bolchevique que sería nombrado Comisario del Pueblo de Agricultura en el primer Gobierno de Lenin elegido por el 2º Congreso Panruso de los Sóviets  tras el triunfo de la Revolución de Octubre de 1917. 
Miliutin se unió al Partido Obrero Socialdemócrata de Rusia en 1903 y se situó inicialmente con los mencheviques. En 1910, se unió a los bolcheviques. Era considerado un experto en la cuestión campesina. Ingresó en el Comité Central del partido en la conferencia de abril de 1917 y mantuvo el puesto en el VI Congreso del Partido Obrero Socialdemócrata de Rusia que se celebró en el verano de ese año. Pertenecía al grupo de dirigentes del partido más cautos acerca de la toma del poder, a la corriente más moderada del partido durante el periodo del Gobierno provisional ruso. Se opuso a la expulsión de Grigori Zinóviev y Lev Kámenev por su oposición a la toma del poder en la Revolución de Octubre.
En el primer Gobierno soviético, surgido de la toma del poder en octubre, estuvo al frente de la Comisaría de Agricultura. En las negociaciones Vikzhel que finalmente fracasaron, se contó entre los partidarios de alcanzar un acuerdo con el resto de formaciones socialistas para formar un Gobierno de coalición y entre los que dimitieron del Comité Central y de sus cargos al frustrarse el proceso. En diciembre, formó parte de la dirección de tintes moderados de la delegación bolchevique a la Asamblea Constituyente Rusa que la dominó brevemente, hasta que el Comité Central la relevó.
En marzo de 1918, fue uno de los dirigentes moderados que sustituyó a los «comunistas de izquierda» en la dirección del Vesenja y que participó en la recuperación de la disciplina laboral y de la autoridad de los capataces en las empresas con el fin de restaurar la gestión ordenada de estas. Al final de guerra civil rusa, se opuso a la militarización del trabajo que propuso Trotski, al igual que otros dirigentes de la derecha del partido.
Fue una de las víctimas de la Gran Purga de Stalin. Acusado de desviacionismo de derecha, fue arrestado el 27 de julio de 1937, sentenciado a muerte el 29 de octubre y ejecutado el 30 de octubre de 1937.